# Caryophyllia corrugata
Caryophyllia corrugata är en korallart som beskrevs av Stephen D. Cairns 1979. Caryophyllia corrugata ingår i släktet Caryophyllia och familjen Caryophylliidae. Inga underarter finns listade i Catalogue of Life.